# Maria Lacerda de Moura
Maria Lacerda de Moura, född 16 maj 1897, död 20 mars 1945, var en brasiliansk feminist.  
Hon blev 1922 en av grundarna till Federação Brasileira pelo Progresso Feminino, en pionjärorganisation inom den brasilianska kvinnorörelsen, som blev känd för sin kampanj för kvinnlig rösträtt.